# L'Homme de paille
Pour les articles homonymes, voir Homme de paille.
L'Homme de paille est une comédie-vaudeville en 1 acte d'Eugène Labiche, représentée pour la 1re fois à Paris au Théâtre du Palais-Royal le 12 mai 1843.
Co-auteur: Auguste Lefranc.
Cette pièce est publiée en 1843 par les éditions Beck.

## Distribution
| Acteurs et actrices ayant créé les rôles |                   |
| Personnage                               | Acteur ou actrice |
| De Cambiac                               | M. Berger         |
| De Chamvillers                           | M. Germain        |
| Billaudin                                | Lhéritier         |
| Mme de Lanjoie                           | Mlle Pernon       |
| Adeline                                  | Mlle Estelle      |
| Daressy, notaire                         | M. Bachelard      |
| Julien, domestique de Chamvilliers       | M. Ferdinand      |